# Banga (Angola)
Banga ist ein Landkreis im Norden Angolas.

## Verwaltung
Banga ist Sitz eines gleichnamigen Kreises (Município) der Provinz Cuanza Norte. Das Kreisgebiet umfasst 1275 km² mit rund 12.000 Einwohnern (Schätzungen 2013). Die Volkszählung 2014 soll fortan gesicherte Bevölkerungsdaten liefern.
Vier Gemeinden (Comunas) bilden den Kreis Banga:
- Aldeia Nova
- Banga
- Caculo Cabaça
- Cariamba